# 529 pr. n. št.

## Smrti
- Kir II., perzijski kralj (* 590 pr. n. št.)